# ヨランダ・ファンメッヘレン
ヨランダ・ファンメッヘレン（Jolanda van Meggelen）はオランダの柔道選手。階級は72kg級。

## 人物
1980年にニューヨークで初開催となった女子の世界選手権72kg級に出場して銅メダルを獲得した。1982年のヨーロッパ選手権では無差別で2位に入った。世界選手権では5位だった。

## 主な戦績
- 1980年 - 世界選手権　3位
- 1982年 - ドイツ国際　2位
- 1982年 - ヨーロッパ選手権　無差別　2位
- 1982年 - ベルギー国際　優勝
- 1982年 - 世界選手権　5位
- 1983年 - ベルギー国際　優勝